# McDonnell F2H Banshee
McDonnell F2H Banshee je bil dvomotorni enosedežni palubni lovec, ki je prvič poletel januarja leta 1947. Bil je eden izmed najpomembnejših ameriških lovcev v Korejski vojni. Glavni uporabnici letala sta bili Ameriška mornarica in Marinci, ki sta ga uporabljali v letih 1948−1961. Edini izvozni uporabnik pa je bila Kanadska mornarica. 

## Specifikacije (F2H-3)
Podatki iz McDonnell Douglas Aircraft since 1920,Francillon 1979, p. 432.; Combat Aircraft since 1945,Wilson 2000, p. 90.
Splošne karakteristike
- Posadka: 1
- Dolžina: 48 ft 2 in (14,68 m)
- Razpon kril: 41 ft 9 in (12,73 m)
- Višina: 14 ft 6 in (4,42 m)
- Površina kril: 294 ft² (27,3 m²)
- Teža praznega letala: 13183 lb (5980 kg)
- Naložena teža: 21013 lb (9531 kg)
- Maks. vzletna teža: 25214 lb (11437 kg)
- Pogon letala: 2 × Westinghouse J34-WE-34 turboreaktivni motor, 3250 lbf (14,5 kN) vsak

 Zmogljivost 
- Maks. hitrost: 580 mph (504 vozlov, 933 km/h) na nivoju morja
- Potovalna hitrost: 461 mph
- Doseg: 1716 milj (1492 nmi, 2760 km)
- Višina leta: 46600 ft (14205 m)
- Hitrost vzpenjanja: 6000 ft/min (30 m/s)

Oborožitev

- Strelno orožje: 4 × 20 mm (0.79 in) Colt Mk 16 avtomatski top, zgornja dva topova imata vsak 220 nabojev, spodnja pa vsak 250
- Rakete: 

  - 8 × 60 lb visokoeksplozivne rakete ali
  - 6 × 500 lb bomb in 2 × 60 lb H.E. visokoeksplozivne rakete
- Izstrelki: 2 × rakete zrak-zrak AIM-9 Sidewinder